# Strophanthus sarmentosus
Strophanthus sarmentosus är en oleanderväxtart som beskrevs av Dc.. Strophanthus sarmentosus ingår i släktet Strophanthus och familjen oleanderväxter. Utöver nominatformen finns också underarten S. s. glabriflorus.